# 바이러스 체이서
바이러스 체이서(Virus Chaser)는 에스지에이이피에스 주식회사에서 판매하는 백신 소프트웨어다. 실시간 업데이트, 메모리 치료 기능 등을 제공한다.